# Constantin von Waldburg-Zeil
Constantin von Waldburg-Zeil (Kleinheubach, 8 gennaio 1807 – Kenzingen, 17 dicembre 1862) è stato un principe e politico tedesco.
Per la sua vicinanza alle politiche per il popolo venne soprannominato dai contemporanei Die rote Fürst ("Il principe rosso").

## Biografia

### I primi anni

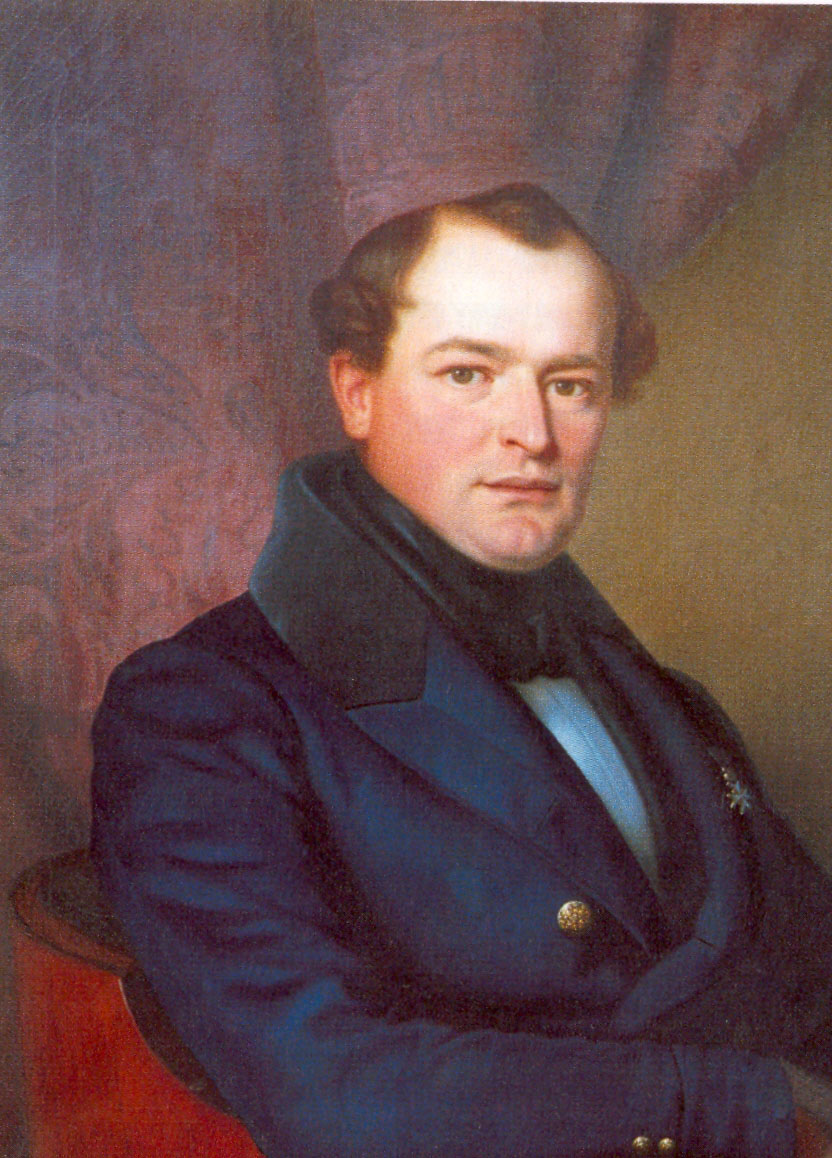
Constantin von Waldburg-Zeil in un ritratto del 1830

Constantin era figlio del principe Franz Thaddäus von Waldburg-Zeil (1778 - 1845) e di sua moglie, la principessa Christina (1782 - 1811). Suo fratellastro fu il predicatore gesuita Georg Ferdinand von Waldburg-Zeil.
A partire dal 1824 Constantin studiò a Friburgo in Brisgovia dove entrò a far parte del Rheinland Corps Freiburg, passando poi a Monaco di Baviera ed a Tubinga. Negli anni dal 1830 al 1832 viaggiò in Europa, frequentando a lungo la corte imperiale viennese. Nel 1833 divenne Oberhofmeister del re del Württemberg e divenne membro ereditario della Camera dei Signori del Württemberg, della quale rimase membro sino al 1851, divenendone vicepresidente nel 1847. Negli anni '30 dell'Ottocento, si impegnò particolarmente per il ruolo dei cattolici nella politica del Württemberg, pesantemente influenzata dai protestanti. Con la morte del padre nel 1845, ereditò il titolo di principe e quello di "Altezza".

### La politica
Nel marzo del 1848 fu uno dei fondatori dell' "Associazione conservatrice", che si oppose al cosiddetto "Movimento di marcia" creatosi nell'ambito della rivoluzione berlinese di quell'anno. L'idea politica di Constantin era quella di organizzare la futura società tedesca in modo più democratico, al punto che venne accusato di promozione dell'anarchia. Ciò che lo spinse ad osare tanto fu probabilmente la delusione  nei confronti dell'atteggiamento tenuto dal re del Württemberg in ambito politico e religioso . Da quel momento in poi, infatti, il suo motto fu: "La Germania e la fede cattolica sono la mia preoccupazione".
Nel 1848 divenne membro del Preparlamento tedesco. Nelle elezioni dell'Assemblea Nazionale di Francoforte tenutesi il 26 aprile 1848, fu eletto al parlamento rivoluzionario nella Paulskirche di Francoforte per il distretto di Biberach-Leutkirch. Oltre alla sua reputazione personale, il fatto che fosse disposto a difendere i diritti del popolo nell'Assemblea nazionale e a difendere tutti i privilegi per sé stesso e per il suo status furono due elementi tra loro contrastanti ma innovativi. Pose la bandiera nera, rossa e oro sul castello di Zeil. Come parlamentare fu particolarmente attivo, prendendo spesso posizioni radicali vicine alla sinistra nazionale senza ad ogni modo affiliarsi ad alcun gruppo parlamentare. Insieme ai democratici, si espresse ad esempio contro l'elezione di re Federico Guglielmo IV di Prussia a imperatore. Promosse e votò la sostituzione dei diritti feudali col pagamento di una tassa da parte dei contadini. Sostenne inoltre la netta separazione tra chiesa e stato. Venne da molti chiamato per questo il "Principe Rosso". Scrittore e giornalista, per un suo articolo apparso sul Leukircher Wochenblatt venne condannato a cinque mesi di prigione sull'Hohenasperg nel 1849 per aver insultato l'autorità statale.
Dal 1850 al 1851 fece parte della 1ª e della 3ª "Assemblea statale per la revisione costituzionale" del regno del Württemberg e si affiancò per questo al Partito Popolare Tedesco. Nel 1850 fu condannato ad altri cinque mesi di carcere ed al pagamento di una multa di 200 fiorini per aver insultato la maestà e il governo dello stato oltre alla magistratura in un suo appello elettorale. Scontò la pena nella fortezza di Hohenasperg.

### Gli ultimi anni
Motivi di salute e la ripresa dei conservatori a Stoccarda lo spinsero ad un ritiro dalla vita politica nel 1851. Risiedette sempre più spesso nella sua tenuta di Kenzingen, presso Friburgo, dove aveva i propri terreni. Nel 1857, anziano rivoluzionario, si riconciliò col re del Württemberg, mandando in servizio suo figlio Constantin come ufficiale militare. Suo fratello Karl, morto il 4 marzo 1853, era già al servizio del re come tenente colonnello e suo aiutante di campo.
La sua salute cagionevole lo portò a subire gli effetti di gravi malattie, fece testamento, vide il figlio maggiore sposarsi nella primavera del 1862 e morì durante uno dei suoi soggiorni al Kaiserstuhl il 17 dicembre 1862. Fu sepolto cinque giorni dopo nella cripta di famiglia nella chiesa collegiata e parrocchiale di Zeil.

## Matrimonio e figli

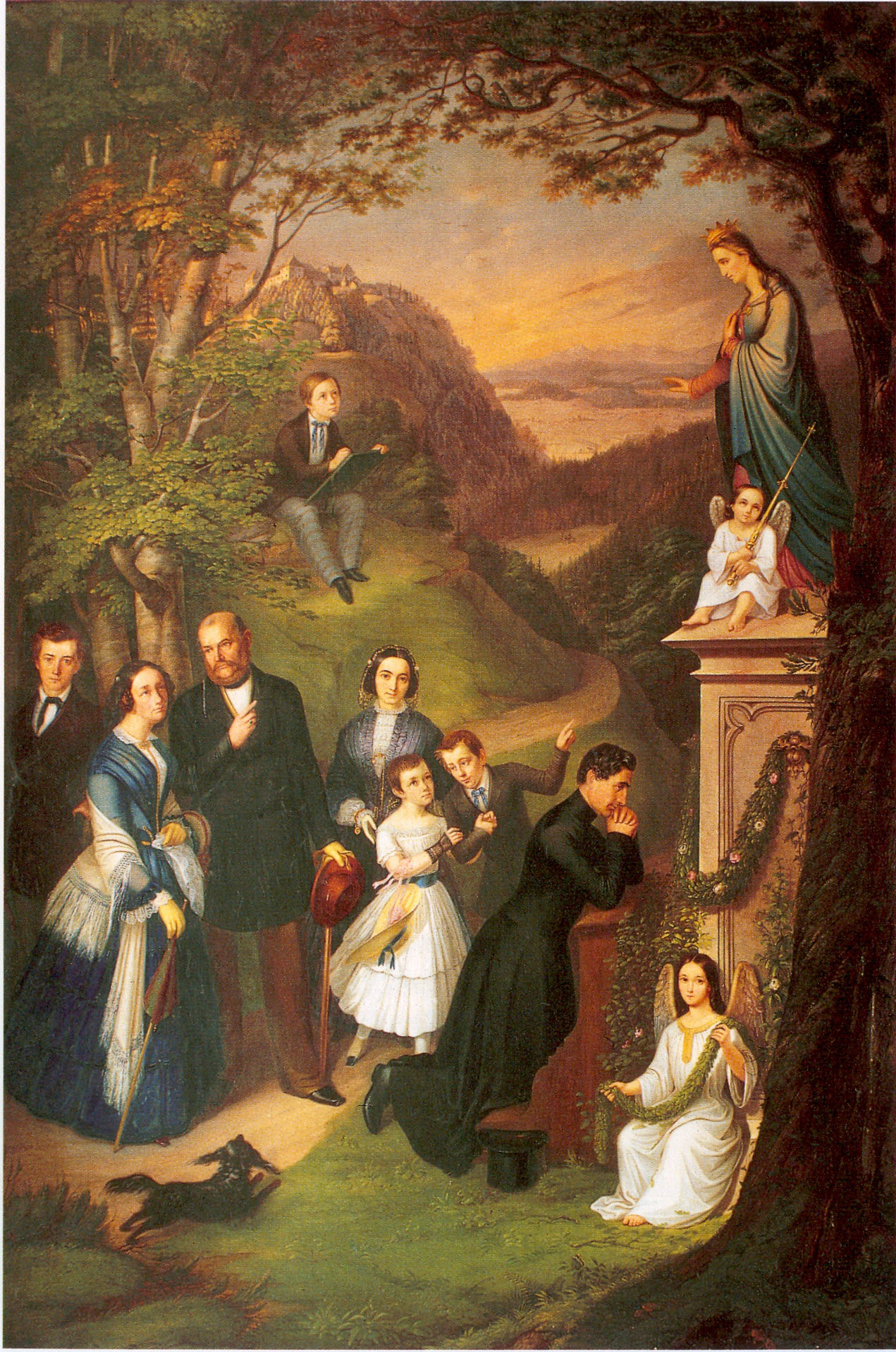
Il principe Constantin von Waldburg-Zeil (1807-1862) raffigurato con la sua famiglia in questo dipinto del 1850 circa. Il ritratto di famiglia mostra, da sinistra a destra, il figlio maggiore, il conte ereditario Wilhelm, il principe Constantin e la moglie, la governante Rose de Maisonneuve, la figlia Anna, il figlio Carl e il precettore e sacerdote Karl von Liechtenstein. Suo figlio Konstantin è raffigurato sullo sfondo. Le figlie Ottolina e Alexandrine, morte entrambe giovani, sono raffigurate come angeli. Sulla collina di sfondo, si vede il castello di Zeil.

Il principe Constantin sposò la contessa Maximiliane von Quadt-Isny (1813-1874), dalla quale ebbe sei figli:
- Ottolina (1834 - 1842)
- Wilhelm (1835 - 1906), IV principe di Waldburg-Zeil, sposò la contessa Maria Josepha von Wolfegg-Waldsee; alla morte della prima moglie si risposò con la principessa Marie Georgine von Thurn und Taxis
- Constantin (1839 - 1905), deputato al Reichstag, sposò nel 1863 la baronessa Ludwina von Hruby und Gelenj (1837 - 1901); non ebbe eredi
- Alexandrine (1840-infante)
- Karl (1841 - 1890), esploratore, dal 1885 conte di Waldburg-Syrgenstein, sposò nel 1875 la contessa Sophie von Waldburg-Wurzach; non ebbe eredi
- Anna (1844 - 1877), sposò nel 1875 il barone Nikolaus von Enzberg († 1901)

## Ascendenza
|                                                                                                  |                                                    |                                                   | Genitori                                               |  |  | Nonni |  |  | Bisnonni                                 |  |  | Trisnonni                                 |  |
|                                                                                                  |                                                    |                                                   |                                                        |  |  |       |  |  | Franz Anton von Waldburg-Zeil-Trauchburg |  |  | Johann Jakob von Waldburg-Zeil-Trauchburg |  |
|                                                                                                  |                                                    |                                                   |                                                        |  |  |       |  |  | Franz Anton von Waldburg-Zeil-Trauchburg |  |  | Johann Jakob von Waldburg-Zeil-Trauchburg |  |
|                                                                                                  |                                                    | Maria Elisabeth von Küenburg                      |                                                        |  |  |       |  |  | Franz Anton von Waldburg-Zeil-Trauchburg |  |  |                                           |  |
| Maximilian von Waldburg-Zeil-Trauchburg, I principe di Waldburg-Zeil                             |                                                    |                                                   |                                                        |  |  |       |  |  | Franz Anton von Waldburg-Zeil-Trauchburg |  |  |                                           |  |
|                                                                                                  |                                                    | Maria Anna zu Waldburg                            | Friedrich Anton Marquard von Waldburg                  |  |  |       |  |  |                                          |  |  |                                           |  |
|                                                                                                  |                                                    | Maria Anna zu Waldburg                            | Friedrich Anton Marquard von Waldburg                  |  |  |       |  |  |                                          |  |  |                                           |  |
|                                                                                                  |                                                    | Maria Anna zu Waldburg                            | Maria Karoline von Khuenburg                           |  |  |       |  |  |                                          |  |  |                                           |  |
| Franz Thaddäus von Waldburg-Zeil, II principe di Waldburg-Zeil                                   |                                                    | Maria Anna zu Waldburg                            |                                                        |  |  |       |  |  |                                          |  |  |                                           |  |
|                                                                                                  |                                                    | Leopold Thaddäus von Hornstein zu Weiterdingen    | Johann Ferdinand von Hornstein                         |  |  |       |  |  |                                          |  |  |                                           |  |
|                                                                                                  |                                                    | Leopold Thaddäus von Hornstein zu Weiterdingen    | Johann Ferdinand von Hornstein                         |  |  |       |  |  |                                          |  |  |                                           |  |
|                                                                                                  |                                                    | Leopold Thaddäus von Hornstein zu Weiterdingen    | Maria Creszentia Vogt von Alten-Summerau und Prassberg |  |  |       |  |  |                                          |  |  |                                           |  |
| Maria von Hornstein zu Weiterdingen                                                              |                                                    | Leopold Thaddäus von Hornstein zu Weiterdingen    |                                                        |  |  |       |  |  |                                          |  |  |                                           |  |
|                                                                                                  |                                                    | Maria Anna von Welsperg zu Raitenau und Primör    | Joseph Karl Guidobald von Welsperg                     |  |  |       |  |  |                                          |  |  |                                           |  |
|                                                                                                  |                                                    | Maria Anna von Welsperg zu Raitenau und Primör    | Joseph Karl Guidobald von Welsperg                     |  |  |       |  |  |                                          |  |  |                                           |  |
|                                                                                                  |                                                    | Maria Anna von Welsperg zu Raitenau und Primör    | Maria Johanna Catharina von Rost                       |  |  |       |  |  |                                          |  |  |                                           |  |
| Constantin von Waldburg-Zeil, III principe di Waldburg-Zeil                                      |                                                    | Maria Anna von Welsperg zu Raitenau und Primör    |                                                        |  |  |       |  |  |                                          |  |  |                                           |  |
|                                                                                                  | Theodor Alexander zu Löwenstein-Wertheim-Rochefort | Dominik Marquard zu Löwenstein-Wertheim-Rochefort |                                                        |  |  |       |  |  |                                          |  |  |                                           |  |
|                                                                                                  | Theodor Alexander zu Löwenstein-Wertheim-Rochefort | Dominik Marquard zu Löwenstein-Wertheim-Rochefort |                                                        |  |  |       |  |  |                                          |  |  |                                           |  |
|                                                                                                  | Theodor Alexander zu Löwenstein-Wertheim-Rochefort | Christina Francisca von Hessen-Wanfried           |                                                        |  |  |       |  |  |                                          |  |  |                                           |  |
| Dominik Constantin zu Löwenstein-Wertheim-Rochefort, I principe di Löwenstein-Wertheim-Rosenberg | Theodor Alexander zu Löwenstein-Wertheim-Rochefort |                                                   |                                                        |  |  |       |  |  |                                          |  |  |                                           |  |
|                                                                                                  |                                                    | Luise von Leiningen-Dachsburg-Hartenburg          | Karl Ludwig von Leiningen-Dagsburg-Emichsburg          |  |  |       |  |  |                                          |  |  |                                           |  |
|                                                                                                  |                                                    | Luise von Leiningen-Dachsburg-Hartenburg          | Karl Ludwig von Leiningen-Dagsburg-Emichsburg          |  |  |       |  |  |                                          |  |  |                                           |  |
|                                                                                                  |                                                    | Luise von Leiningen-Dachsburg-Hartenburg          | Caroline von Salm-Dhaun                                |  |  |       |  |  |                                          |  |  |                                           |  |
| Christiane Polyxene zu Löwenstein-Wertheim-Rosenberg                                             |                                                    | Luise von Leiningen-Dachsburg-Hartenburg          |                                                        |  |  |       |  |  |                                          |  |  |                                           |  |
|                                                                                                  |                                                    | Ludwig Leopold zu Hohenlohe-Bartenstein           | Karl Philipp Franz zu Hohenlohe-Bartenstein            |  |  |       |  |  |                                          |  |  |                                           |  |
|                                                                                                  |                                                    | Ludwig Leopold zu Hohenlohe-Bartenstein           | Karl Philipp Franz zu Hohenlohe-Bartenstein            |  |  |       |  |  |                                          |  |  |                                           |  |
|                                                                                                  |                                                    | Ludwig Leopold zu Hohenlohe-Bartenstein           | Sophia Friderica von Hessen-Homburg                    |  |  |       |  |  |                                          |  |  |                                           |  |
| Leopoldine zu Hohenlohe-Bartenstein                                                              |                                                    | Ludwig Leopold zu Hohenlohe-Bartenstein           |                                                        |  |  |       |  |  |                                          |  |  |                                           |  |
|                                                                                                  |                                                    | Polyxena von Limburg-Stirum                       | Christian Otto von Limburg-Stirum                      |  |  |       |  |  |                                          |  |  |                                           |  |
|                                                                                                  |                                                    | Polyxena von Limburg-Stirum                       | Christian Otto von Limburg-Stirum                      |  |  |       |  |  |                                          |  |  |                                           |  |
|                                                                                                  |                                                    | Polyxena von Limburg-Stirum                       | Carolina zu Hohenlohe                                  |  |  |       |  |  |                                          |  |  |                                           |  |
|                                                                                                  |                                                    | Polyxena von Limburg-Stirum                       |                                                        |  |  |       |  |  |                                          |  |  |                                           |  |